# Weltnichtrauchertag

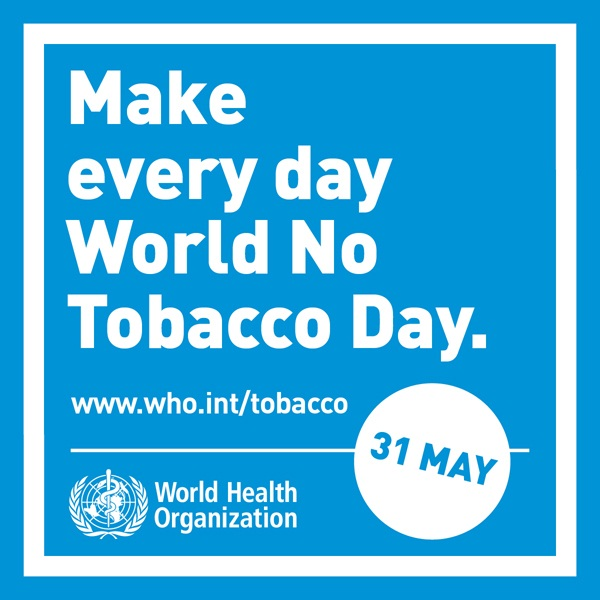
Logo der Kampagne

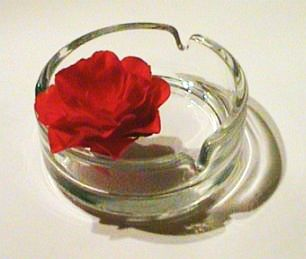
Blüte im Aschenbecher, Zeichen für den Weltnichtrauchertag

Der Weltnichtrauchertag (englisch World No Tobacco Day) wurde 1987 von der Weltgesundheitsorganisation ins Leben gerufen und findet alljährlich am 31. Mai statt.

## Aktivitäten
Ähnlich wie der Internationale Tag gegen Drogenmissbrauch und unerlaubten Suchtstoffverkehr gibt der Weltnichtrauchertag jedes Jahr Anlass für Aktionen und Pressemitteilungen der Gesundheitsorganisationen und -initiativen.
In Deutschland koordinieren das Aktionsbündnis Nichtrauchen (ABNR) und die Stiftung Deutsche Krebshilfe seit über 20 Jahren die Aktivitäten, um über die Gefahren von Tabakkonsum aufzuklären. Die Organisationen appellierten zum Weltnichtrauchertag 2019 an den Gesetzgeber, ein umfassendes Tabakwerbeverbot in Deutschland einzuführen und die Gesundheitsprävention verstärkt zu fördern.
Neben den Forderungen nach einer gesetzlichen Basis steht vor allem die Beteiligung von Personen und Institutionen an Aktionen zum Nichtraucherschutz auf der Tagesordnung. So sollen Plakate aufgehängt werden, die dafür werben, Einrichtungen, Institutionen oder Vereinsgelände zu rauchfreien Zonen zu erklären. Ferner gibt es unterschiedliche Informationsveranstaltungen, die durch die Aufklärungsaktivitäten der Deutschen Krebshilfe zu eigenen Initiativen ermutigt wurden.
Viele Nichtrauchervereine informieren über die Gefahren des Tabakrauchens und versuchen, Raucher zum Aufhören zu animieren. Deutschland leistet auch internationale Zusammenarbeit im Kampf gegen Rauchen und Krebs.
Anlässlich des Weltnichtrauchertages am 31. Mai 2016 riefen die Weltgesundheitsorganisation und das Sekretariat des Rahmenübereinkommens der WHO zur Eindämmung des Tabakgebrauchs (WHO Framework Convention on Tobacco Control) die Länder dazu auf, sich auf die Einführung von Einheitsverpackungen für Tabakprodukte vorzubereiten.
Seit 2017 werden aktuelle Materialien dafür in Zusammenarbeit der Stiftung Deutsche Krebshilfe mit dem Deutschen Krebsforschungszentrum und der Deutschen Krebsgesellschaft (DKG) kostenlos zur Verfügung gestellt.

## Motto
Der Weltnichtrauchertag steht jedes Jahr unter einem anderen Motto, das von der WHO festgelegt wird. Das ABNR und die Deutsche Krebshilfe legen das Motto für Deutschland fest und stellen aktuelles Informationsmaterial (Plakat, Faltblatt und Broschüren) kostenfrei für Aktionen zur Verfügung. Das Motto lautete etwa 2017: „Rauchen kostet. Nichtrauchen kostet nichts!“ Es verdeutlichte die Bandbreite der Kosten des Rauchens – von den individuellen Belastungen durch Ausgaben für Tabakprodukte über den Preis für die Allgemeinheit durch Gesundheitskosten bis hin zu den ökologischen Folgen durch Tabakanbau, Tabakherstellung und Entsorgung von Tabakprodukten.
- 1993: Rauchfreies Gesundheitswesen – rauchfreie Welt!
- 1994: Die Medien und das Rauchen: informieren, nicht verführen!
- 1995: Rauchen kommt uns teurer, als wir denken!
- 1996: Sportler und Künstler rauchen nicht!
- 1997: Gemeinsam für eine rauchfreie Welt!
- 1998: Rauchfrei aufwachsen!
- 1999: Rauchfrei ins nächste Jahrtausend!
- 2000: Lass dich nicht für dumm verkaufen! Tabak ist der Killer!
- 2001: Rauchfreie Luft für freie Bürger!
- 2002: Ja zum Sport heißt Nein zum Tabak!
- 2003: Film und Fernsehen: Mit Schall ohne Rauch!
- 2004: Wer raucht, ist arm dran
- 2005: Schluss mit süchtig! – Wir helfen Rauchern. Die Gesundheitsberufe.
- 2006: Tabak: Tödlich in jeder Form
- 2007: Rauchfrei genießen
- 2008: Rauchfreie Jugend
- 2009: Ein Bild sagt mehr als tausend Worte
- 2010: Die Marketing-Strategien der Tabakindustrie
- 2011: Flickenteppich Deutschland – Was läuft schief beim Nichtraucherschutz?
- 2012: Lass Dich nicht einwickeln – Rauchen kennt nur einen Gewinner: die Tabakindustrie.
- 2013: Lass Dich nicht anmachen! Weg mit der Tabakwerbung!
- 2014: Gesundheit auf der Kippe – Tabaksteuern rauf, Zigarettenkonsum runter!
- 2015: E-Zigaretten und E-Shishas: Chemie für die Lunge!
- 2016: Kein Platz für giftige Botschaften: Stoppt Tabakwerbung jetzt!
- 2017: Rauchen kostet. Nichtrauchen kostet nichts!
- 2018: Pass auf, an wen du dein Herz verlierst![4]
- 2019: Du kannst das Risiko ignorieren. Deine Lunge nicht![5]
- 2020: Kill yourself starter kit. Lass dich nicht manipulieren.[6]
- 2021: Qualmst Du noch? Ich hör auf![7]
- 2022: Save (y)our Future. #LebeRauchfrei[8]
- 2023: Wer kann schon Tabak in Nahrung verwandeln? #NahrungStattTabak[9]
- 2024: „Außen echt nice – innen echt toxisch“. #AussenNiceInnenToxisch[10]
- 2025: Außen echt nice – innen echt toxisch[11]

## Kritik und Forderungen
Zum Weltnichtrauchertag 2014 hatte das ABNR bereits kritisiert, dass die Politik in Bund und Ländern zu geringe Ergebnisse bei der Bekämpfung des Rauchens vorweise. Zugleich bekräftigten die über zehn im Aktionsbündnis zusammengeschlossenen großen Organisationen, den Kampf gegen Tabakkonsum zu intensivieren. Sie forderten die Bundesregierung und die Parlamente auf, die Tabaksteuer drastisch zu erhöhen, um dadurch den die Gesundheit schädigenden Zigarettenkonsum zu reduzieren. In Deutschland raucht fast ein Drittel der erwachsenen Bevölkerung (30,1 Prozent). Das entspricht etwa 24 Millionen Erwachsenen. Zigarettenrauchen führe in Deutschland jährlich zu mehr Todesfällen als AIDS, Alkoholkonsum, der Konsum illegaler Drogen, Verkehrsunfälle, Morde und Suizide zusammen. Jedes Jahr sterben über 100.000 Menschen vorzeitig an den Folgen des aktiven Rauchens sowie mindestens 3300 Menschen an den Folgen des Passivrauchens.
Den Weltnichtrauchertag 2015 widmete die WHO mit dem Motto „Stop illicit trade of tobacco products“ der Bekämpfung des Tabakschwarzhandels. Das Aktionsbündnis Nichtrauchen und die Deutsche Krebshilfe entschieden sich dagegen, dieses Motto für Deutschland zu übernehmen. Stattdessen wiesen sie mit der Behauptung „E-Zigaretten und E-Shishas: Chemie für die Lunge“ auf mögliche Gefahren der E-Zigarette hin. Dieser nationale Alleingang wurde insbesondere aus der „Dampferszene“ stark kritisiert, da in plakativer und polemischer Weise ein tabakfreies Genussmittel in den Fokus des Weltnichtrauchertages gestellt werde, das weder geraucht werde noch Passivrauch produziere, sondern im Gegenteil für Raucher eine weniger schädliche Alternative sein könne.